# Seznam dílů seriálu Záchranáři L. A.
Toto je seznam dílů seriálu Záchranáři L. A.. Americký dramatický televizní seriál Záchranáři L. A. vysílá stanice Fox od 3. ledna 2018. V Česku seriál vysílala stanice Prima Krimi od 28. října 2018, všechny řady pak zveřejnila streamovací služba Disney+.

## Přehled řad
| Řada | Díly | Premiéra v USA  | Premiéra v USA  | Premiéra v Česku  | Premiéra v Česku |
| Řada | Díly | První díl       | Poslední díl    | První díl         | Poslední díl     |
| ---- | ---- | --------------- | --------------- | ----------------- | ---------------- |
| 1    | 10   | 3. ledna 2018   | 21. března 2018 | 28. října 2018    | 1. prosince 2018 |
| 2    | 18   | 23. září 2018   | 13. května 2019 | 14. června 2022   | 14. června 2022  |
| 3    | 18   | 23. září 2019   | 11. května 2020 | 14. června 2022   | 14. června 2022  |
| 4    | 14   | 18. ledna 2021  | 24. května 2021 | 14. června 2022   | 14. června 2022  |
| 5    | 18   | 20. září 2021   | 16. května 2022 | 14. června 2022   | 14. června 2022  |
| 6    | 18   | 19. září 2022   | 15. května 2023 | 9. listopadu 2022 | 21. června 2023  |
| 7    | 10   | 14. března 2024 | 30. května 2024 | 1. května 2024    | 3. července 2024 |
| 8    | 18   | 26. září 2024   | 15. května 2025 | 17. října 2024    | 4. června 2025   |

## Seznam dílů

### První řada (2018)
| Č. v seriálu | Č. v řadě | Původní název         | Český název    | Režie                 | Scénář                                       | Premiéra v USA  | Premiéra v ČR      | Produkční kód |
| ------------ | --------- | --------------------- | -------------- | --------------------- | -------------------------------------------- | --------------- | ------------------ | ------------- |
| 1            | 1         | Pilot                 | Pilot          | Bradley Buecker       | Ryan Murphy, Brad Falchuk a Tim Minear       | 3. ledna 2018   | 28. října 2018     | 1LAY01        |
| 2            | 2         | Let Go                | Nechat jít     | Gwyneth Horder-Payton | Ryan Murphy, Brad Falchuk a Tim Minear       | 10. ledna 2018  | 3. listopadu 2018  | 1LAY02        |
| 3            | 3         | Next of Kin           | Ti nejbližší   | Barbara Brown         | John J. Gray                                 | 17. března 2018 | 4. listopadu 2018  | 1LAY03        |
| 4            | 4         | Worst Day Ever        | Nejhorší den   | Bradley Buecker       | Zachary Reiter                               | 24. ledna 2018  | 10. listopadu 2018 | 1LAY04        |
| 5            | 5         | Point of Origin       | Ohnisko        | Gwyneth Horder-Payton | Erica L. Anderson                            | 31. ledna 2018  | 11. listopadu 2018 | 1LAY05        |
| 6            | 6         | Heartbreaker          | Zlomené srdce  | Bradley Buecker       | Matthew Hodgson                              | 7. února 2017   | 17. listopadu 2018 | 1LAY06        |
| 7            | 7         | Full Moon (Creepy AF) | Kouzlo úplňku  | Maggie Kiley          | Adam Penn                                    | 28. února 2018  | 18. listopadu 2018 | 1LAY07        |
| 8            | 8         | Karma's a Bitch       | Karma je mrcha | Barbara Brown         | Kristen Reidel                               | 7. března 2018  | 24. listopadu 2018 | 1LAY08        |
| 9            | 9         | Trapped               | V pasti        | Gwyneth Horder-Payton | námět: Adam Glass scénář: Aristotle Kousakis | 14. března 2018 | 25. listopadu 2018 | 1LAY09        |
| 10           | 10        | A Whole New You       | Úplně nové já  | Bradley Buecker       | Ryan Murphy, Brad Falchuk a Tim Minear       | 21. března 2018 | 1. prosince 2018   | 1LAY10        |

### Druhá řada (2018–2019)
| Č. v seriálu | Č. v řadě | Původní název             | Český název             | Režie                 | Scénář                      | Premiéra v USA     | Premiéra v ČR   | Produkční kód |
| ------------ | --------- | ------------------------- | ----------------------- | --------------------- | --------------------------- | ------------------ | --------------- | ------------- |
| 11           | 1         | Under Pressure            | Pod tlakem              | Gwyneth Horder-Payton | Tim Minear a Brad Falchuk   | 23. září 2018      | 14. června 2022 | 2LAY01        |
| 12           | 2         | 7.1                       | 7.1                     | Bradley Buecker       | Zachary Reiter              | 24. září 2018      | 14. června 2022 | 2LAY02        |
| 13           | 3         | Help is Not Coming        | Pomoc nepřichází        | Bradley Buecker       | Zachary Reiter a Tim Minea  | 1. října 2018      | 14. června 2022 | 2LAY03        |
| 14           | 4         | Stuck                     | V kleštích              | Sarah Boyd            | John J. Gray                | 8. října 2018      | 14. června 2022 | 2LAY04        |
| 15           | 5         | Awful People              | Hrozní lidé             | Kevin Hooks           | Kristen Reidel              | 15. října 2018     | 14. června 2022 | 2LAY05        |
| 16           | 6         | Dosed                     | Zdrogovaní              | Gwyneth Horder-Payton | Juan Carlos-Coto            | 22. října 2018     | 14. června 2022 | 2LAY06        |
| 17           | 7         | Haunted                   | Strašidla               | Loni Peristere        | Erica L. Anderson           | 29. října 2018     | 14. června 2022 | 2LAY07        |
| 18           | 8         | Buck, Actually            | Buckovy milostné trable | Varda Bar-Kar         | Matthew Hodgson             | 5. listopadu 2018  | 14. června 2022 | 2LAY08        |
| 19           | 9         | Hen Begins                | Hen začíná              | Jennifer Lynch        | Aristotle Kousakis          | 19. listopadu 2018 | 14. června 2022 | 2LAY09        |
| 20           | 10        | Merry Ex-Mas              | Neveselé Vánoce         | Bradlye Cuecker       | Christopher Monfette        | 26. listopadu 2018 | 14. června 2022 | 2LAY10        |
| 21           | 11        | New Beginnings            | Nové začátky            | John J. Gray          | Tim Minear a Kristen Reidel | 18. března 2019    | 14. června 2022 | 2LAY11        |
| 22           | 12        | Chimney Begins            | Chimney začíná          | Jennifer Lynch        | Erica L. Anderson           | 25. března 2019    | 14. června 2022 | 2LAY12        |
| 23           | 13        | Fight or Flight           | Bojuj, nebo uteč        | Millicent Shelton     | Kristen Reidel              | 1. dubna 2019      | 14. června 2022 | 2LAY13        |
| 24           | 14        | Broken                    | Výpadek systému         | Bradley Buecker       | Juan Carlos-Coto            | 15. dubna 2019     | 14. června 2022 | 2LAY14        |
| 25           | 15        | Oceans's 9-1-1            | V podezření             | Mary Wigmore          | Andrew Meyers               | 22. dubna 2019     | 14. června 2022 | 2LAY15        |
| 26           | 16        | Bobby Begins Again        | Bobby znovu začíná      | Jennifer Lynch        | Christopher Monfette        | 29. dubna 2019     | 14. června 2022 | 2LAY16        |
| 27           | 17        | Careful What You Wish For | Opatrně s přáními       | Bradley Burcker       | Matthew Hodgson             | 6. května 2019     | 14. června 2022 | 2LAY17        |
| 28           | 18        | This Life We Choose       | Společnými silami       | Bradley Buecker       | Tim Minear                  | 13. května 2019    | 14. června 2022 | 2LAY18        |

### Třetí řada (2019–2020)
| Č. v seriálu | Č. v řadě | Původní název                | Český název           | Režie                   | Scénář                                                                             | Premiéra v USA     | Premiéra v ČR   | Produkční kód |
| ------------ | --------- | ---------------------------- | --------------------- | ----------------------- | ---------------------------------------------------------------------------------- | ------------------ | --------------- | ------------- |
| 29           | 1         | Kids Today                   | Dnešní mládež         | Jennifer Lynchová       | Kristen Reidel                                                                     | 23. září 2019      | 14. června 2022 | 3LAY01        |
| 30           | 2         | Sink Or Swim                 | Utop se, nebo plav    | Bradley Buecker         | Juan Carlos-Coto                                                                   | 30. září 2019      | 14. června 2022 | 3LAY02        |
| 31           | 3         | The Searchers                | Pátrání               | Chad Lowe               | David Fury                                                                         | 7. října 2019      | 14. června 2022 | 3LAY03        |
| 32           | 4         | Triggers                     | Spouštěče             | Joaquín Sedillo         | David Fury, Christopher Monfette a Tonya Kong                                      | 14. října 2019     | 14. června 2022 | 3LAY05        |
| 33           | 5         | Rage                         | Zuřivost              | Jann Turner             | Lyndsey Beaulieu                                                                   | 21. října 2019     | 14. června 2022 | 3LAY06        |
| 34           | 6         | Monsters                     | Strašidla             | Tina Mabry              | Christopher Monfette                                                               | 28. října 2019     | 14. června 2022 | 3LAY07        |
| 35           | 7         | Athena Begins                | Athena začíná         | Tasha Smith             | Kristen Reidel                                                                     | 4. listopadu 2019  | 14. června 2022 | 3LAY04        |
| 36           | 8         | Malfunction                  | Závada                | Joaquín Sedillo         | Tonya Kong                                                                         | 11. listopadu 2019 | 14. června 2022 | 3LAY08        |
| 37           | 9         | Fallout                      | Spad                  | Marcus Stokes           | Juan Carlos-Coto                                                                   | 25. listopadu 2019 | 14. června 2022 | 3LAY09        |
| 38           | 10        | Christmas Spirit             | Duch Vánoc            | Alonso Alvarez-Barreda  | Andrew Meyers                                                                      | 2. prosince 2019   | 14. června 2022 | 3LAY10        |
| 39           | 11        | Seize the Day                | Carpe diem            | Sarah Boyd              | Lyndsey Beaulieu                                                                   | 16. března 2020    | 14. června 2022 | 3LAY11        |
| 40           | 12        | Fools                        | Blázni                | David Grossman          | Andrew Meyers                                                                      | 23. března 2020    | 14. června 2022 | 3LAY12        |
| 41           | 13        | Pinned                       | V pasti               | John J. Gray            | Nadia Abass-Madden a Juan Carlos Coto                                              | 30. března 2020    | 14. června 2022 | 3LAY13        |
| 42           | 14        | The Taking of Dispatch 9-1-1 | Přepadení call centra | Marshall Tyler          | Nadia Abass-Madden a Andrew Meyers                                                 | 13. dubna 2020     | 14. června 2022 | 3LAY15        |
| 43           | 15        | Eddie Begins                 | Eddie začíná          | Robert M. Williams, Jr. | námět: Robert M. Williams, Jr. a Christopher Monfette scénář: Christopher Monfette | 20. dubna 2020     | 14. června 2022 | 3LAY14        |
| 44           | 16        | The One That Got Away        | Ten, který odešel     | Millicent Shelton       | David Fury                                                                         | 27. dubna 2020     | 14. června 2022 | 3LAY16        |
| 45           | 17        | Powerless                    | Bezmocní              | Kristen Reidel          | Lyndsey Beaulieu a Kristen Reidel                                                  | 4. května 2020     | 14. června 2022 | 3LAY17        |
| 46           | 18        | What's Next?                 | Co dál?               | Jennifer Lynch          | Juan Carlos Coto a Kristen Reidel                                                  | 11. května 2020    | 14. června 2022 | 3LAY18        |

### Čtvrtá řada (2021)
| Č. v seriálu | Č. v řadě | Původní název                 | Český název           | Režie                   | Scénář                              | Premiéra v USA  | Premiéra v ČR   | Produkční kód |
| ------------ | --------- | ----------------------------- | --------------------- | ----------------------- | ----------------------------------- | --------------- | --------------- | ------------- |
| 47           | 1         | The New Abnormal              | Protržená přehrada    | David Grossman          | Juan Carlos Coto                    | 18. ledna 2021  | 14. června 2022 | 4LAY01        |
| 48           | 2         | Alone Together                | Zavaleni              | David Grossman          | Lyndsey Beaulieu                    | 25. ledna 2021  | 14. června 2022 | 4LAY02        |
| 49           | 3         | Future Tense                  | Vítejte v budoucnosti | Marita Grabiak          | Andrew Meyers                       | 1. února 2021   | 14. června 2022 | 4LAY03        |
| 50           | 4         | 9-1-1, What's Your Grievance? | Rodinné tajemství     | Brenna Malloy           | Nadia Abass-Madden                  | 8. února 2021   | 14. června 2022 | 4LAY04        |
| 51           | 5         | Buck Begins                   | Buck začíná           | Jann Turner             | Juan Carlos Coto                    | 15. února 2021  | 14. června 2022 | 4LAY05        |
| 52           | 6         | Jinx                          | Smolný den            | Jann Turner             | Taylor Wong                         | 22. února 2021  | 14. června 2022 | 4LAY06        |
| 53           | 7         | There Goes the Neighborhood   | Sousedské problémy    | Sharat Raju             | Stacey Rose                         | 1. března 2021  | 14. června 2022 | 4LAY07        |
| 54           | 8         | Breaking Point                | Bod zlomu             | David Grossman          | Bob Goodman                         | 8. března 2021  | 14. června 2022 | 4LAY08        |
| 55           | 9         | Blindsided                    | Nepříjemné překvapení | Marcus Stokes           | Andrew Meyers                       | 19. dubna 2021  | 14. června 2022 | 4LAY09        |
| 56           | 10        | Parenthood                    | Rodičovství           | David Grossman          | Lyndsey Beaulieu                    | 26. dubna 2021  | 14. června 2022 | 4LAY10        |
| 57           | 11        | First Responders              | První na ráně         | Tasha Smith             | Kristen Reidel a Nadia Abass-Madden | 3. května 2021  | 14. června 2022 | 4LAY11        |
| 58           | 12        | Treasure Hunt                 | Honba za pokladem     | David Grossman          | Bob Goodman                         | 10. května 2021 | 14. června 2022 | 4LAY12        |
| 59           | 13        | Suspicion                     | Podezření             | Brenna Malloy           | Lyndsey Beaulieu a Andrew Meyers    | 17. května 2021 | 14. června 2022 | 4LAY13        |
| 60           | 14        | Survivors                     | Přeživší              | Robert M. Williams, Jr. | Kristen Reidel                      | 24. května 2021 | 14. června 2022 | 4LAY14        |

### Pátá řada (2021–2022)
| Č. v seriálu | Č. v řadě | Původní název      | Český název               | Režie              | Scénář                                | Premiéra v USA     | Premiéra v ČR   | Produkční kód |
| ------------ | --------- | ------------------ | ------------------------- | ------------------ | ------------------------------------- | ------------------ | --------------- | ------------- |
| 61           | 1         | Panic              | Panika                    | Bradley Buecker    | Tim Minear, Juan Carlos Coto          | 20. září 2021      | 14. června 2022 | 5LAY01        |
| 62           | 2         | Desperate Times    | Zoufalé časy              | Bradley Buecker    | Lyndsey Beaulieu, Andrew Meyers       | 27. září 2021      | 14. června 2022 | 5LAY02        |
| 63           | 3         | Desperate Measures | Zoufalá opatření          | Ben Hernandez Bray | Kristen Reidel                        | 4. října 2021      | 14. června 2022 | 5LAY04        |
| 64           | 4         | Home and Away      | Doma a na cestách         | Brenna Malloy      | Bob Goodman                           | 11. října 2021     | 14. června 2022 | 5LAY03        |
| 65           | 5         | Peer Pressure      | Napětí ve vztahu          | Joaquín Sedillo    | Nadia Abass-Madden                    | 18. října 2021     | 14. června 2022 | 5LAY05        |
| 66           | 6         | Cell Block 9-1-1   | Vězeňské nepokoje         | Paula Hunziker     | Andrew Meyers                         | 1. listopadu 2021  | 14. června 2022 | 5LAY07        |
| 67           | 7         | Ghost Stories      | Duchařské povídky         | Kristen Windell    | Stacey R. Rose                        | 8. listopadu 2021  | 14. června 2022 | 5LAY06        |
| 68           | 8         | Defend In Place    | Pomoc na místě            | James Wong         | Taylor Wong                           | 15. listopadu 2021 | 14. června 2022 | 5LAY09        |
| 69           | 9         | Past Is Prologue   | Minulost jako prolog      | Marcus Stokes      | Ian Sobel                             | 29. listopadu 2021 | 14. června 2022 | 5LAY08        |
| 70           | 10        | Wrapped in Red     | Zabaleno v červené        | Brenna Malloy      | Lyndsey Beaulieu a Nadia Abass-Madden | 6. prosince 2021   | 14. června 2022 | 5LAY10        |
| 71           | 11        | Outside Looking In | Venek se dívá dovnitř     | Shauna Duggins     | Bob Goodman                           | 21. března 2022    | 14. června 2022 | 5LAY11        |
| 72           | 12        | Boston             | Boston                    | Dwight Little      | Lyndsey Beaulieu                      | 28. března 2022    | 14. června 2022 | 5LAY15        |
| 73           | 13        | Fear-o-Phobia      | Fobie ze strachu          | Marcus Stokes      | Andrew Meyers a Juan Carlos Coto      | 11. dubna 2022     | 14. června 2022 | 5LAY12        |
| 74           | 14        | Dumb Luck          | Čirá náhoda               | John J. Gray       | Taylor Wong                           | 18. dubna 2022     | 14. června 2022 | 5LAY13        |
| 75           | 15        | FOMO               | Hlavně ať něco nepropásnu | Marita Grabiak     | Nicole Barraza Keim                   | 25. dubna 2022     | 14. června 2022 | 5LAY14        |
| 76           | 16        | May Day            | May Day                   | Juan Carlos Coto   | Juan Carlos Coto                      | 2. května 2022     | 14. června 2022 | 5LAY16        |
| 77           | 17        | Hero Complex       | Hrdinský komplex          | Marita Grabiak     | Stacey R. Rose a Kristen Reidel       | 9. května 2022     | 14. června 2022 | 5LAY17        |
| 78           | 18        | Starting Over      | Začít znovu               | Kristen Reidel     | Kristen Reidel                        | 16. května 2022    | 14. června 2022 | 5LAY18        |

### Šestá řada (2022–2023)
| Č. v seriálu | Č. v řadě | Původní název        | Český název                     | Režie                         | Scénář                              | Premiéra v USA     | Premiéra v ČR      | Prod. kód |
| ------------ | --------- | -------------------- | ------------------------------- | ----------------------------- | ----------------------------------- | ------------------ | ------------------ | --------- |
| 79           | 1         | Let The Games Begin  | Hra začíná                      | Jann Turner                   | Andrew Meyers                       | 19. září 2022      | 9. listopadu 2022  | 6LAY01    |
| 80           | 2         | Crash & Learn        | Sraz neštěstí                   | Juan Carlos Coto              | Juan Carlos Coto                    | 26. září 2022      | 16. listopadu 2022 | 6LAY02    |
| 81           | 3         | The Devil You Know   | Toho ďábla znáš                 | Steven Tsuchida               | Lyndsey Beaulieu                    | 3. října 2022      | 23. listopadu 2022 | 6LAY04    |
| 82           | 4         | Animal Instincts     | Zvířecí pudy                    | Michael Medico                | Stacey R. Rose                      | 10. října 2022     | 30. listopadu 2022 | 6LAY03    |
| 83           | 5         | Home Invasion        | Vloupání                        | Marita Grabiak                | Nadia Abass-Madden                  | 17. října 2022     | 7. prosince 2022   | 6LAY05    |
| 84           | 6         | Tomorrow             | Zítřek                          | Joaquín Sedillo               | Nicole Barraza Keim                 | 24. října 2022     | 14. prosince 2022  | 6LAY06    |
| 85           | 7         | Cursed               | Prokletí                        | James Wong                    | Taylor Wong                         | 7. listopadu 2022  | 21. prosince 2022  | 6LAY07    |
| 86           | 8         | What's Your Fantasy? | Tísňová linka, jaké máte touhy? | Marita Grabiak                | Andrew Meyers                       | 14. listopadu 2022 | 28. prosince 2022  | 6LAY08    |
| 87           | 9         | Red Flag             | Varovný signál                  | Brenna Malloy                 | Nicole Barraza Keim                 | 28. listopadu 2022 | 4. ledna 2023      | 6LAY09    |
| 88           | 10        | In a Flash           | Bleskem                         | Bradley Buecker               | Juan Carlos Coto                    | 6. března 2023     | 5. dubna 2023      | 6LAY10    |
| 89           | 11        | In Another Life      | V jiném životě                  | Joaquín Sedillo a Jann Turner | Lyndsey Beaulieu                    | 13. března 2023    | 12. dubna 2023     | 6LAY11    |
| 90           | 12        | Recovery             | Uzdravení                       | John J. Gray                  | Andrew Meyers                       | 20. března 2023    | 19. dubna 2023     | 6LAY12    |
| 91           | 13        | Mixed Feelings       | Nový pocit                      | Jihane Mrad Balaa             | Stacey R. Rose                      | 10. dubna 2023     | 17. května 2023    | 6LAY13    |
| 92           | 14        | Performance Anxiety  | Tréma                           | Shauna Duggins                | Nadia Abass-Madden                  | 17. dubna 2023     | 24. května 2023    | 6LAY14    |
| 93           | 15        | Death and Taxes      | Smrt a daně                     | Greg Sirota                   | Taylor Wong                         | 24. dubna 2023     | 31. května 2023    | 6LAY15    |
| 94           | 16        | Lost & Found         | Ztráty a nálezy                 | Brenna Malloy                 | Lyndsey Beaulieu                    | 1. května 2023     | 7. června 2023     | 6LAY16    |
| 95           | 17        | Love Is in the Air   | Všude samá láska                | Juan Carlos Coto              | Juan Carlos Coto                    | 8. května 2023     | 14. června 2023    | 6LAY17    |
| 96           | 18        | Pay It Forward       | Pošli to dál                    | Bradley Buecker               | Nicole Barraza Keim a Andrew Meyers | 15. května 2023    | 21. června 2023    | 6LAY18    |

### Sedmá řada (2024)
| Č. v seriálu | Č. v řadě | Původní název                 | Český název              | Režie               | Scénář                                  | Premiéra v USA  | Premiéra v ČR    | Prod. kód |
| ------------ | --------- | ----------------------------- | ------------------------ | ------------------- | --------------------------------------- | --------------- | ---------------- | --------- |
| 97           | 1         | Abandon Ships                 | Opusťte loď              | John J. Gray        | Tim Minear                              | 14. března 2024 | 1. května 2024   | 7LAY01    |
| 98           | 2         | Rock the Boat                 | Dělat vlny               | Bradley Buecker     | Lyndsey Beaulieu a Juan Carlos Coto     | 21. března 2024 | 8. května 2024   | 7LAY02    |
| 99           | 3         | Capsized                      | Převrácená loď           | Bradley Buecker     | Juan Carlos Coto a Lyndsey Beaulieu     | 28. března 2024 | 15. května 2024  | 7LAY03    |
| 100          | 4         | Buck, Bothered and Bewildered | Otrávený a ohromený Buck | Chad Lowe           | Andrew Meyers a Bradley Michael Marques | 4. dubna 2024   | 22. května 2024  | 7LAY04    |
| 101          | 5         | You Don't Know Me             | Neznáš mě                | Brenna Malloy       | Lyndsey Beaulieu a Taylor Wong          | 11. dubna 2024  | 29. května 2024  | 7LAY05    |
| 102          | 6         | There Goes the Groom          | A ženich je ten tam      | John J. Gray        | Tim Minear a Nicole Barraza Keim        | 2. května 2024  | 5. června 2024   | 7LAY06    |
| 103          | 7         | Ghost of a Second Chance      | Duch druhé šance         | James Wong          | Taylor Wong a James Wong                | 9. května 2024  | 12. června 2024  | 7LAY07    |
| 104          | 8         | Step Nine                     | Devátý krok              | John J. Gray        | Tim Minear a Kristen Reidel             | 16. května 2024 | 19. června 2024  | 7LAY08    |
| 105          | 9         | Ashes, Ashes                  | Popel k popelu           | Christine Khalafian | Andrew Meyers a Juan Carlos Coto        | 23. května 2024 | 26. června 2024  | 7LAY09    |
| 106          | 10        | All Fall Down                 | Všichni padnou           | John J. Gray        | Kristen Reidel a Lyndsey Beaulieu       | 30. května 2024 | 3. července 2024 | 7LAY10    |

### Osmá řada (2024–2025)
| Č. v seriálu | Č. v řadě | Původní název                 | Český název              | Režie               | Scénář                                                                             | Premiéra v USA     | Premiéra v ČR      | Prod. kód |
| ------------ | --------- | ----------------------------- | ------------------------ | ------------------- | ---------------------------------------------------------------------------------- | ------------------ | ------------------ | --------- |
| 107          | 1         | Buzzkill                      | Smrtelný bzukot          | James Wong          | Molly Green a James Leffler                                                        | 26. září 2024      | 17. října 2024     | 8LAY01    |
| 108          | 2         | When the Boeing Gets Tough... | Když letí do tuhého      | Bradley Buecker     | Ted Griffin a Tim Minear                                                           | 3. října 2024      | 24. října 2024     | 8LAY02    |
| 109          | 3         | Final Approach                | Přistávací manévr        | Bradley Buecker     | Tim Minear a Ted Griffin                                                           | 10. října 2024     | 31. října 2024     | 8LAY03    |
| 110          | 4         | No Place Like Home            | Všude dobře, doma nejlíp | Marita Grabiak      | Lyndsey Beaulieu                                                                   | 17. října 2024     | 7. listopadu 2024  | 8LAY04    |
| 111          | 5         | Masks                         | Masky                    | Christine Khalafian | Taylor Wong                                                                        | 24. října 2024     | 14. listopadu 2024 | 8LAY05    |
| 112          | 6         | Confessions                   | Přiznání                 | Chad Lowe           | Andrew Meyers                                                                      | 7. listopadu 2024  | 21. listopadu 2024 | 8LAY06    |
| 113          | 7         | Hotshots                      | Borci                    | Keith Tripler       | Lyndsey Beaulieu a Aisha Casey                                                     | 14. listopadu 2024 | 28. listopadu 2024 | 8LAY07    |
| 114          | 8         | Wannabes                      | Snaživci                 | Bradley Buecker     | Molly Green a James Leffler                                                        | 21. listopadu 2024 | 5. prosince 2024   | 8LAY08    |
| 115          | 9         | Sob Stories                   | Příběhy k pláči          | Bradley Buecker     | námět: Tim Minear, Rashad Raisani a Matt Solik scénář: Tim Minear a Rashad Raisani | 6. března 2025     | 3. dubna 2025      | 8LAY09    |
| 116          | 10        | Voices                        | Hlasy                    | Jennifer Lynch      | Ted Griffin a Molly Savard                                                         | 13. března 2025    | 10. dubna 2025     | 8LAY10    |
| 117          | 11        | Holy Mother of God            | Svatá Matka Boží         | Aisha Hinds         | Taylor Wong a Darek Cioch                                                          | 20. března 2025    | 17. dubna 2025     | 8LAY11    |
| 118          | 12        | Disconnected                  | Odpojení                 | Tessa Blake         | Molly Green a James Leffler                                                        | 27. března 2025    | 24. dubna 2025     | 8LAY12    |
| 119          | 13        | Invisible                     | Neviditelný              | Brenna Malloy       | Lyndsey Beaulieu a Taylor Wong                                                     | 3. dubna 2025      | 1. května 2025     | 8LAY15    |
| 120          | 14        | Sick Day                      | Den volna                | Karla Braun         | Lyndsey Beaulieu a Taylor Wong                                                     | 10. dubna 2025     | 8. května 2025     | 8LAY13    |
| 121          | 15        | Lab Rats                      | Laboratorní krysy        | Dawn Wilkinson      | Kristen Reidel, Molly Green a James Leffler                                        | 17. dubna 2025     | 15. května 2025    | 8LAY14    |
| 122          | 16        | The Last Alarm                | Poslední alarm           | John J. Gray        | Tim Minear a Kristen Reidel                                                        | 1. května 2025     | 22. května 2025    | 8LAY16    |
| 123          | 17        | Don't Drink the Water         | Nepijte tu vodu          | Jonathan Lawrence   | Molly Green a James Leffler                                                        | 8. května 2025     | 29. května 2025    | 8LAY17    |
| 124          | 18        | Seismic Shifts                | Seismické pohyby         | John J. Gray        | Kristen Reidel a Molly Savard                                                      | 15. května 2025    | 4. června 2025     | 8LAY18    |